# Батаев, Владимир Алексеевич
Влади́мир Алексе́евич Бата́ев (род. 16 апреля 1966, Муром, Владимирская область) — российский художник, член Союза художников России (с 2007).

## Биография
Родился 16 апреля 1966 года в Муроме, где в школьные годы начал заниматься живописью.
В 1981 году окончил Муромскую детскую художественную школу, где большое влияние на формирование его как художника оказал муромский живописец Иван Михайлович Минеев.
В 1986 году окончил отделение промышленной графики Ивановского художественного училища.
После службы в Советской Армии в 1988 году вернулся в Муром, где продолжил занятия живописью.
С 1990 года руководит народной изостудией «Этюд» во Дворце культуры имени 1100-летия Мурома.
В 2007 году принят в Союз художников России.
Имеет художественную мастерскую по ул. Плеханова, 7 кв1 в Муроме.

## Творчество

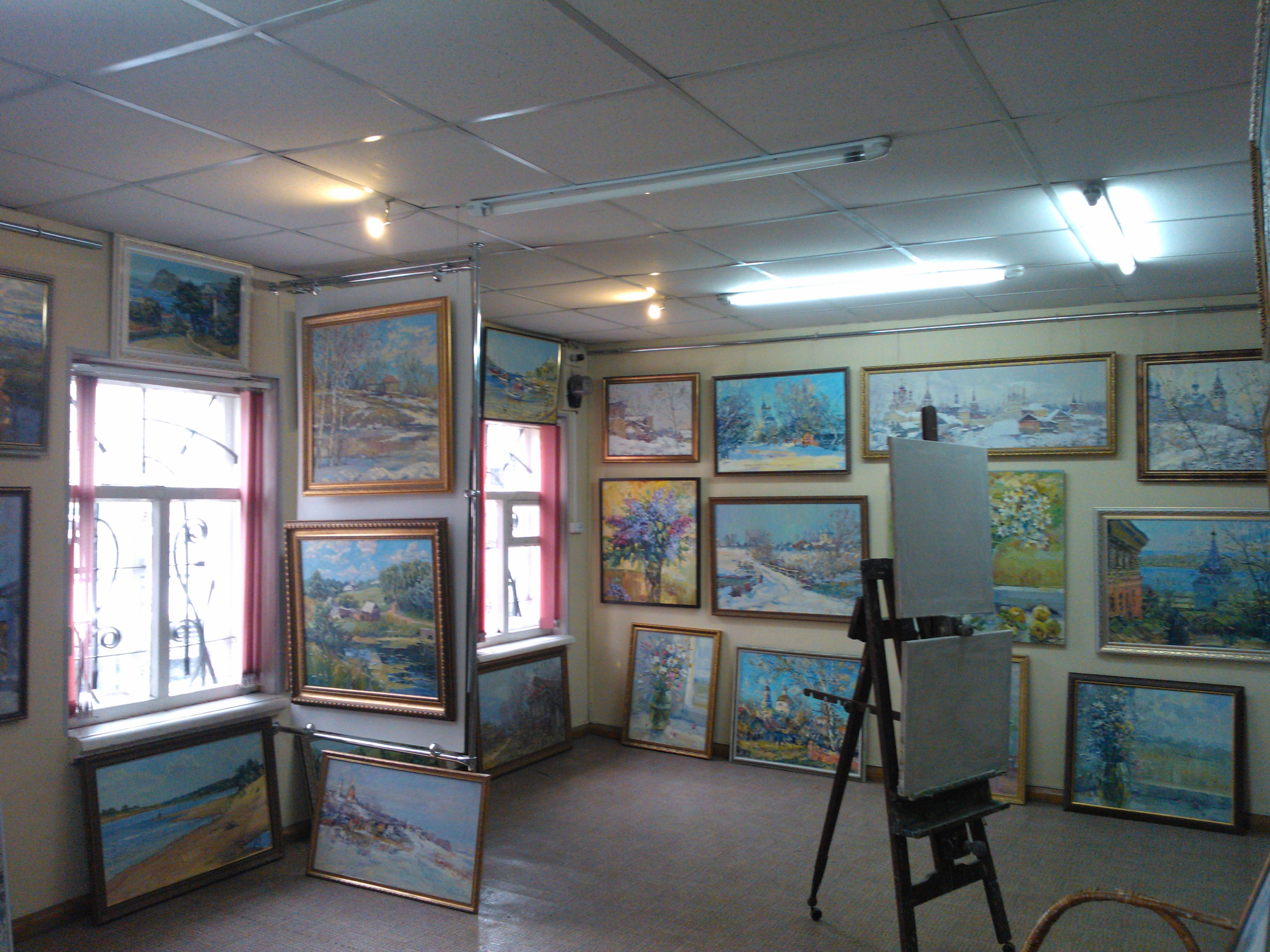

Автор многочисленных художественных работ, участник городских, областных, республиканских и региональных выставок. В годы студенчества пробовал себя в других жанрах: писал портреты, натюрморты, но позднее стал работать в жанре пейзажа. На его полотнах — пейзажи Мурома, Владимира и других мест Владимирщины, а в творчестве ощутимо влияние русских импрессионистов.
Работы живописца находятся в Муромском историко-художественном музее, Благовещенском монастыре и во многих частных собраниях России и зарубежья.
Выставки
- 2004 — Владимир (групповая)
- 2005 — Муром (персональная, Муромский историко-художественный музей[5])
- 2007 — Москва (персональная в Библиотеке-фонде «Русское зарубежье»)[6]
- 2008 — (групповая с А. В. Негановым)
- 2009 — Муром (персональная)[7]
- 2009 — Владимир (персональная)[3]
- 2014 «Очарованье русского пейзажа» — Москва (персональная в Дом русского зарубежья имени Александра Солженицына, 12 мая — 30 сентября)[8]
- 2016 «Отражение» — Муром (персональная юбилейная выставка 8 апреля — 3 мая)[9]
- 2018 «Областная художественная выставка», посвященная 100-летию со дня рождения А. И. Солженицына — (Владимир, 7 — 30 сентября)
- 2023 «Живопись. Владимир Батаев» (персональная, Муромский институт ВлГУ)

## Награды
- Диплом ВТОО «Союз художников России» (2012[1])